# Willy van de Beek
Willy van de Beek (Helmond, 13 april 1965) is een voormalig Nederlands voetballer die tijdens zijn profloopbaan uitkwam voor FC VVV. Hij speelde doorgaans als aanvaller.
Als jeugdspeler van SV Deurne stapte hij over naar FC VVV. Daar maakte de aanvaller op 11 mei 1985 zijn competitiedebuut in een thuiswedstrijd tegen sc Heerenveen (2-0). Zijn profloopbaan zou beperkt blijven tot dat ene optreden. Na afloop van het seizoen 1985-86 keerde hij terug naar SV Deurne. Daar was Van de Beek nog jarenlang een veel scorende spits in het eerste elftal dat in 1993 naar de hoofdklasse promoveerde.

## Statistieken
| Seizoen         | Club            | Competitie      | Competitie | Competitie | Beker | Beker | Playoff | Playoff | Totaal | Totaal |
| Seizoen         | Club            | Competitie      | Wed.       | Dlp.       | Wed.  | Dlp.  | Wed.    | Dlp.    | Wed.   | Dlp.   |
| --------------- | --------------- | --------------- | ---------- | ---------- | ----- | ----- | ------- | ------- | ------ | ------ |
| 1984/85         | FC VVV          | Eerste divisie  | 1          | 0          | 0     | 0     | –       | –       | 1      | 0      |
| 1985/86         | VVV             | Eredivisie      | 0          | 0          | 0     | 0     | –       | –       | 0      | 0      |
| Carrière totaal | Carrière totaal | Carrière totaal | 1          | 0          | 0     | 0     | 0       | 0       | 1      | 0      |